# ثقافة السويد

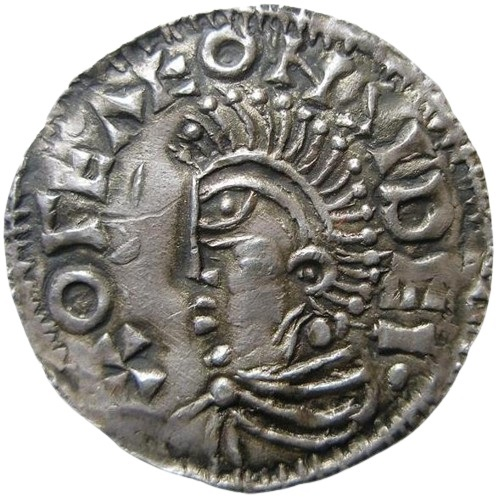
عملة فضية تم سكها في سيجتونا لملك سويدي قبل 1000 عام.

للسويد العديد من الكتاب المعترف بهم في جميع أنحاء العالم منهم أغسطس ستريندبرغ، والحائزين على جائزة نوبل في الأدب كـأستريد ليندغرين وسلمى لاغرلوف وهاري مارتنسون بإجمالي سبع جوائز نوبل في الأدب قد منحت لسويديين. السويد هي الأمة الأكثر شهرة بالفنانين والرسامين مثل كارل لارسون وأندرس سورن، والنحاتين توبياس سيرجل وكارل ميلز.
لوحظت الأعمال الرائدة للثقافة السويدية في القرن العشرين في الأيام الأولى للسينما، مع موريتز ستيلر وفيكتور وسوجستروم. المخرج إنغمار برغمان وغريتا غاربو وإنغريد برغمان الحائزة على جائزة الأوسكار لأفضل ممثلة رئيسية مرتين. وكذلك في الآونة الأخيرة، كفلام لوكاس موديسوسن ولاس هالستروم.
في العقدين السابع والثامن من القرن الماضي اعتبرت السويد ما يسمى بزعيم دولي في ما هو الآن يشار إليه بـ" الثورة الجنسية "، مع المساواة بين الجنسين. في الوقت الحاضر، عدد الأشخاص الأعزاب هو واحد من أعلى المعدلات في العالم. ويعكس الفيلم السويدي (أنا فضولية - فيلم باللون الأصفر) وجهة نظر ليبرالية للنشاط الجنسي، بما في ذلك مشاهد الحب والقرارات التي اشتعلت فيها الاهتمام الدولي، وأدخل مفهوم الخطيئة «السويدية». السويد أصبحت أيضا، في العقود الأخيرة، إلى حد ما من الليبرالية فيما يتعلق بالشذوذ الجنسي، كما يتجلى ذلك في القبول الشعبي للأفلام مثل أرني الحب، وهي عبارة عن اثنين من المثليات الشباب في المدينة السويدية الصغيرة آمال. منذ 1 مايو 2009م في السويد ألغيت قوانين «الشراكة المسجلة» وحلت محلها تماماً الزواج المحايد بين الجنسين،
تقدم السويد تقدم أيضا الشراكات المحلية على حد سواء من نفس الجنس والزوجين من الجنس الآخر. المعاشرة (sammanboende) من قبل الأزواج من جميع الأعمار، بما في ذلك المراهقين، وكذلك الأزواج المسنين، على نطاق واسع في السنوات الأخيرة على الرغم من أنه أصبح إدارياً إشكالية فيما يتعلق بالإثبات في دعاوى «الزوجية» والضمان الاجتماعي، وفي الآونة الأخيرة تشهد السويد طفرة المواليد.

## الموسيقى
تتمتع السويد بتقاليد موسيقية غنية، تتراوح من القصص الفولكلورية في القرون الوسطى لموسيقى الهيب هوب. الموسيقى من قبل المسيحية النرويجية قد ضاعت في التاريخ، على الرغم من إعادة التاريخية والإبداعات وقد حاول على أساس الصكوك وجدت في مواقع فايكنغ. وكانت الأدوات المستخدمة في بابل (نوع من البوق)، الآلات الوترية بسيطة، والمزمار الخشبي والطبول. فمن الممكن أن للفايكنك حياة موسيقية في التراث في بعض الموسيقى الشعبية السويدية القديمة.
السويد لديها شعبية كبيرة، في مسرح الموسيقى، في كل من النمط التقليدي، وكذلك المزيد من التفسيرات الحديثة التي غالبا ما مزيج من العناصر في موسيقى الجاز والروك. فاسن هو أكثر مجموعة تقليدية، وذلك باستخدام أداة فريدة من نوعها، التقليدية السويدية تدعى نيكلهربا في حين الجارمارنا والنوردمان والهينينجارنا لها عناصر حديثة أكثر. وهناك أيضا موسيقى السامي، وتسمى جويك، الذي هو في الواقع نوع من ترديدها والتي هي جزء من القيم الروحية التقليدية الصاميين الأرواحي اكتسب مزيدا من الاعتراف الدولي في العالم من الموسيقى الشعبية. السويد لديها سوق كبير للعصر جديدو موسيقى تعكس البيئة والايكولوجيا، وكذلك جزء كبير من موسيقى البوب والروك لها وجود ليبرالي ورسائليسارية سياسية.
السويد لديها أيضا تقليد بارز كورالي الموسيقى، الناجمة جزئيا عن الأهمية الثقافية للالأغاني الشعبية السويدية. في الواقع، من أصل عدد السكان البالغ 9.2 مليون نسمة، ويقدر أن نسبة خمسة إلى ستة مئة الف شخص في جوقات الغناء.
السويد هي ثالث أكبر مصدر للموسيقى في العالم، مع أكثر من 800 مليون دولار في عام 2007 ايرادات سنوات، ولا يفوقها سوى من قبل الولايات المتحدة والمملكة المتحدة. أبا كانت واحدة من أول الفرق المعروفة موسيقيا دوليا من السويد، ولا تزال تعد من بين أبرز الفرق في العالم، مع حوالي 370 مليون سجل تم بيعها. مع آبا، والسويد، دخلت عهدا جديدا، في موسيقى البوب السويدية التي اكتسبت شهرة على الصعيد الدولي. كان هناك العديد من الفرق الناجحة دوليا تلو الأخرى، مثل Roxette، ايس للقاعدة، أوروبا، ومحبوك واسم لبعض من أكبر، ومؤخرا كانت هناك موجة من الفرق السويدية [إيندي] البوب مثل مندو دياو والصحراء وهوت نايتس}
السويد كما أصبحت معروفة لعدد كبير من الفرق الموسيقى الميتاليك الثقيلة (ومعظمهم من موسيقى ميتاليك الموت وموسيقى لحن الوفاة)، وكذلك التدريجي—و موسيقى الميتاليك الصاخبة. بعض الأمثلة على ذلك في النيران، هامرفولو ميسجوجها. والكلاسيكي الجديد عازف الجيتار الميتاليكي يانجوي مالمستيين هو من السويد. السويد لديها موسيقى جاز حية.خلال السنوات الستين الماضية أو نحو ذلك فإنه قد بلغ ارتفاعا ملحوظا في المعدلات الفنية، وتحفزها المحلية فضلا عن التأثيرات الخارجية والخبرات. مركز الموسيقى السويدية الشعبية وموسيقى الجاز أبحاث نشرت لمحة عامة عن موسيقى الجاز في السويد لارس ويستن.

## وسائل الإعلام
السويديين هي من بين أكثر وأكبر مستهلك للصحيفة في العالم، وتقريبا في كل بلدة يخدمها صحيفة محلية. الصحف الرئيسية في البلاد صباح كل يوم هي داجنز الأخب (ليبرالي)، جوتبورجز بوستن (ليبرالي)، سفنسكا (ليبرالية محافظة) وسيدسفنسكا داجبلاديت (ليبرالي). وأكبر جريدتان مسائيتان هما افتونبلادت (اجتماعي ديمقراطي) واكسبريسن (ليبرالي). الجريدة الممولة من الاعلانات وهي جريدة صباحية مجانية، مترو انترناشونال تم تأسيسسها في ستوكهولم السويد.في البلاد الأنباء تصرح والتقارير باللغة الإنكليزية ومحلي (ليبرالي).
شركات البث الإذاعي العام الذي عقد احتكار على الإذاعة والتلفزيون لفترة طويلة في السويد. رخصة البث الإذاعي الممولة بدأت في عام 1925. وكانت شبكة راديو الثانية بدأت في عام 1954 والثالث عام 1962 في فتح ردا على القراصنة محطات الإذاعة. غير هادفة للربح المجتمع الراديو وسمح في عام 1979 والتجارية في عام 1993 بدأت اذاعة محلية.
رخصة التلفزيون الممولة الخدمة رسميا في عام 1956. قناة الثانية، TV2، انطلقت في عام 1969. هذه القنوات اثنين (التي تديرها Sveriges التلفزيون منذ اواخر '70s) تحتكر حتى 1980s عندما تلفزيون الكابل والأقمار الصناعية أصبحت متاحة. أول اللغة السويدية الخدمة الساتلية كان TV3 التي بدأت البث من لندن في عام 1987. وتلتها قناة 5 في عام 1989 (المعروفة آنذاك باسم القناة الشمال) وTV4 في عام 1990.
في عام 1991 أعلنت الحكومة أنها ستبدأ في تلقي الطلبات من شركات التلفزيون الخاصة الراغبة في البث على الشبكة الأرضية. TV4، التي كانت تبث عبر الأقمار الاصطناعية، وكان حصل على ترخيص بذلك، وبدأت بث برامجها الأرضية في عام 1992، ليصبح بذلك أول قناة خاصة للبث محتوى التلفزيون من داخل البلد.
حوالي نصف السكان ترتبط الكيبل التلفزيوني. التلفزيونية الرقمية للأرض في السويد بدأت في عام 1999 والتماثلية الماضي البث الأرضي أنهيت في عام 2007.

## الأدب
أول نص أدبي من السويد هو Runestone، منحوتة خلال عمر الفايكنغ حوالي عام 800 ميلادية. مع تحويل الأراضي إلى المسيحية حوالي 1100 ميلادية، والسويد، دخلت العصور الوسطى، خلال الكتاب الذي الرهبانية يفضل استخدام اللاتينية. ولذلك لا يوجد سوى عدد قليل في النصوص السويدية القديمة من تلك الفترة. ازدهر الأدب السويدي فقط عندما ازدهرت اللغة السويدية وكانت تم توحيدها في القرن 16th، وتوحيد حد كبير نظرا لترجمة كاملة للكتاب المقدس إلى اللغة السويدية في عام 1541. هذه الترجمة هو ما يسمى غوستاف فاسا الكتاب المقدس.
مع تحسين التعليم والحرية التي رفعتها العلمنة، 17th القرن شهد العديد من الكتاب ملحوظا تطوير مزيد من اللغة السويدية. بعض الشخصيات الرئيسية وتشمل غيورغ ستيرنهايلم (القرن 17th)، الذي كان أول من يكتب الشعر الكلاسيكي باللغة السويدية؛ يوهان هنريك كيلجرين (القرن 18th)، أول كاتب للنثر السويدي بطلاقة؛ كارل مايكل المنادي (أواخر القرن 18th)، الكاتب الأول من القصص هزلي؛ وأغسطس [ستريندبرغ] (أواخر القرن 19th)، الكاتب الاجتماعي الواقعي وكاتب مسرحي الذي حاز على شهرة عالمية. في أوائل القرن 20th تابع لإنتاج كتاب بارزون مثل سلمى لاغرلوف، (الحائزة على جائزة نوبل 1909)، فرنر فون هايدنستام (الحائز على جائزة نوبل 1916) وبار لاغركفيست (الحائز على جائزة نوبل 1951).
في العقود الأخيرة، وحفنة من الكتاب السويدييون وضعوا انفسهم على الصعيد الدولي، بما في ذلك الروائي البوليسي هينينغ مانكل وكاتب الخيال تجسس يان غيو. ولكن الكاتبة السويدية الوحيدة التي وضعت علامة هامة على أدب الأطفال في العالم هي الكاتبة استريد ليندغرين، ولها كتب عن بيبي ذو الجوارب الطويلة، اميل، وغيرهم.

## الطعام

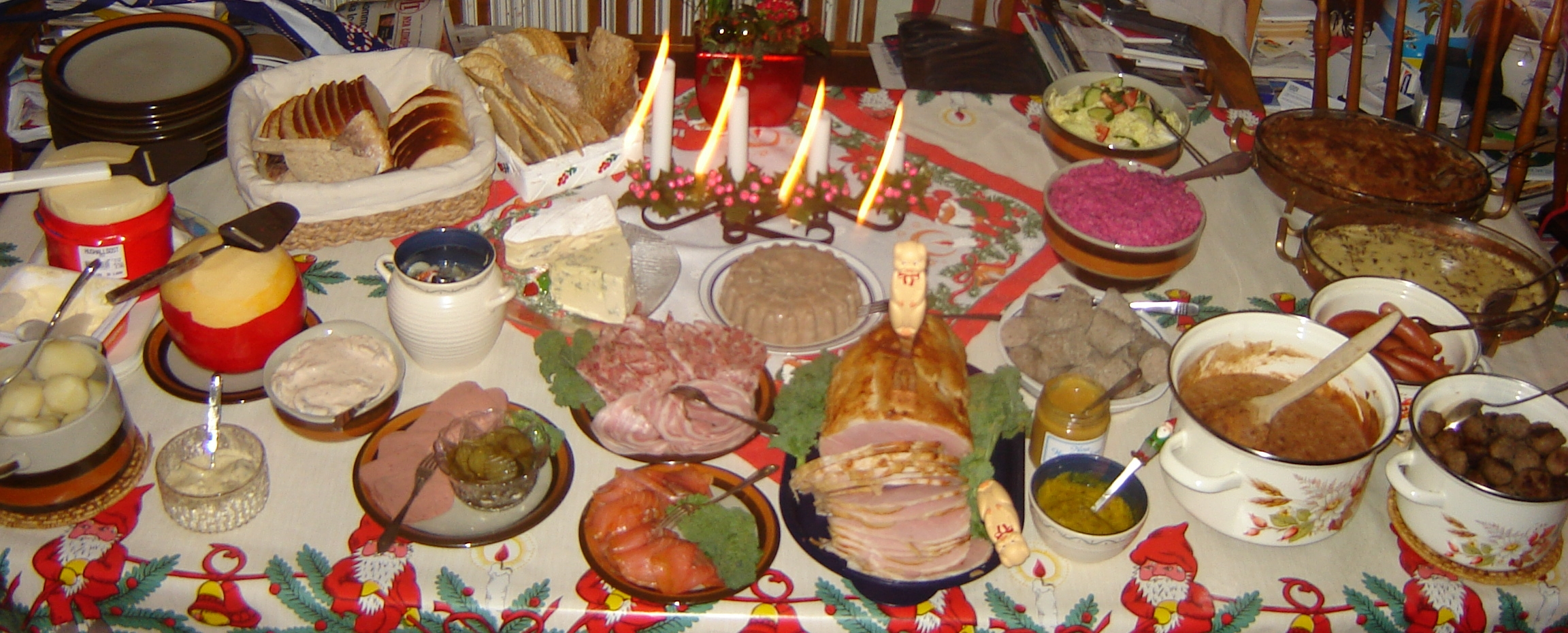
المطبخ السويدي

المطبخ السويديي، شأنه في ذلك شأن البلدان الأخرى إسكندنافيا (الدنمارك النرويج وفنلندا)، وكان تقليديا بسيطا. الأسماك (وخاصة الرنجة)، اللحوم والبطاطا لعبت أدوارا بارزة. التوابل متفرقة.وتشمل الأطباق الشهيرة اللحم السويدي، تقليديا مع المرق، البطاطا المسلوقة والمربى لينجونبيري؛ الفطائر، لوتفيسك، ومنوعة، أو البوفيه الفخم. أكافيتهي مشروب كحولي والمشروبات المقطرة، وشرب الطقات هي ذات الأهمية الثقافية. الخبز التقليدي المسطح المقرمش الجاف تطور إلى عدة تنوعات معاصرة.إقليميا أغذية هامة هي سارسترومينج (أ الأسماك المخمرة) في شمال السويد، وثعبان البحر في سكانيا في جنوب السويد.

## السينما
السويديون كانوا بارزين إلى حد ما في مجال الأفلام ومن ممثلين هوليوود البارزين، يمكن ذكر العديد من نجوم هوليود الناجحين: انغريد بيرغمان، غريتا غاربو، ماكس فون سايدو، دولف وندغرين، لينا أولين، ستيلان سكارسغارد، بيتر ستورمار، يزابيلا سكوروبكو، برنيلا أغسطس، - آن مارغريت، أنيتا إكبيرج، الكسندر سكارسجارد، هارييت اندرسون، بيبي اندرسون، انغريد ثولين، مالين اكيرمان وغونار بجورنستراند. من بين المخرجين الذين قدموا العديد من الأفلام الناجحة دوليا يمكن ذكر: انجمار بيرجمان، لوكاس مودييسون، ولاس هالستروم.

## الموضة

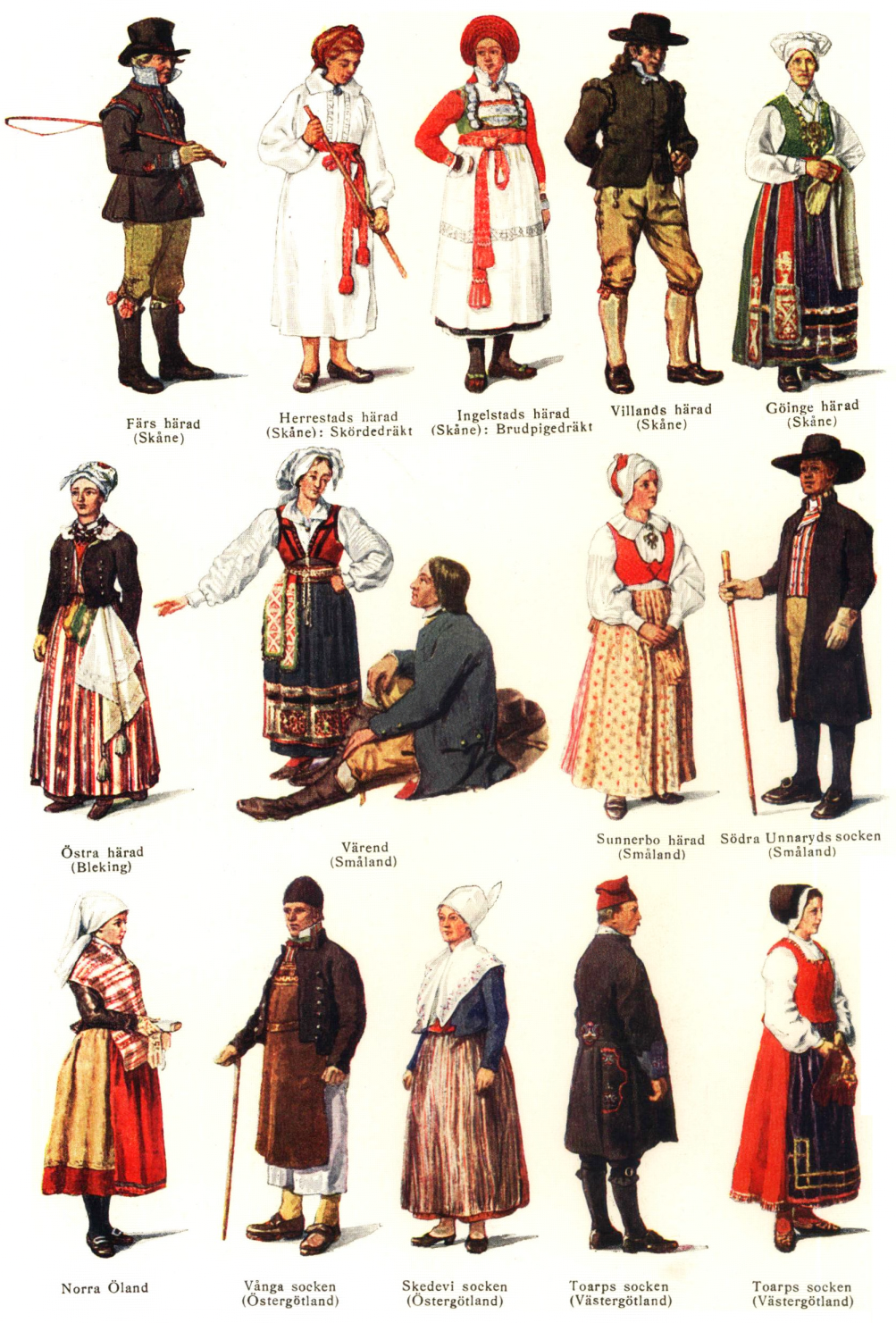
الأزياء الوطنية السويدية التقليدية وفقًا لـ كتاب العائلة الشمالي.

الأزياء هي مصلحة كبيرة في السويد وهذا البلد هو يرأس الماركات الشهيرة مثل هينيز اند موريتز (التشغيل واتش اند ام)، ج. يندبرج (التشغيل وجى)، حب الشباب، جينا تريكو، نمر من السويد، الغريب مولي، رخيصة الاثنين، غانت، ريستيرودس، السامرائي جينز، ويسك فيليباكاف داخل حدودها. هذه الشركات، ومع ذلك، وتتألف في معظمها من المشترين الذين يستوردون البضائع من جميع أنحاء أوروبا وأمريكا، واستمرار هذا الاتجاه في مجال الأعمال السويدية نحو التبعية الاقتصادية المتعددة الجنسيات على غرار العديد من جيرانه.

## الرياضة
النشاطات الرياضية هي حركة وطنية مع نصف سكان الوطن يشاركون بنشاط، وذلك بفضل الدعم الحكومي الكبير للجمعيات الرياضية. واثنين من الرياضات الرئيسية هي كرة القدم والهوكي على الجليد (عدة أشهر لاعبي هوكي الجليد السويدي تشمل ماتس ساندين، بيتر فورسبرغ، هنريك لاندكيفيست، ماركوس بداياته، دانيال سيدين، هنريك سيدين، دانيال ألفريدسون، هنريك زيتربيرج ونيكلاس ليدستورم). يلي كرة القدم، رياضة الفروسية لديها أكبر عدد من الممارسين، ومعظمهم من النساء. بعد ذلك اتبع الغولف، العاب القوى، والرياضة فريق ثم لكرة اليد، هوكي على العشب، كرة السلة ومتقوس.
السويد كانت ناجحة جدا في رياضة الأمة على مر السنين، وهناك صف من الرياضيين الذين يعتبرون من الأفضل في التاريخ في نوع من الرياضة. السويدي بيورن بورغ يعتبر ليس فقط واحد من اللاعبين الأكثر نجاحا في مسيرته الرياضية في التنس، ولكن أيضا واحدا من اللاعبين الأكثر نجاحا في تاريخ الرياضة. يان اوفه فالدنر لاعب تنس الطاولة الملقب باسم 'موتسارت تنس الطاولة' هو أسطورة في كل من السويد والصين. غونار نوردال (لاعب كرة القدم) ما زال هو أفضل هداف في كل العصور مع 225 هدفا في 291 مباراة، ولا يزال حامل الرقم القياسي لأكبر عدد من الأهداف في موسم واحد في إيطاليا برصيد 35 هدفا 1949-1950. المتزحلق اينجمار ستينمارك يعتبر واحدا من أعظم المتزلجين من جبال الألب في كل الوقت مع 86 انتصارا في كأس العالم. أعظم لاعبة غولف في الإناث من كل وقت هو أنيكا سورينستام ؛ لها 90 مباراة دولية وفازت كلاعبة محترفة وأصبحت اللاعبة صاحبة أكثر انتصارات.كما أنها تتصدر قائمة مؤسسة لاعبات الجولف المالية.
فريق الهوكي السويدي للجليد تري كرونة يعتبر واحدا من أفضل الفرق في العالم وحصل على بطولة العالم ثماني مرات، مما يجعله الثالث في جدول الميداليات. انهم احرزوا ميداليات ذهبية أولمبية في عام 1994 و 2006. في عام 2006، باعتبارها أول دولة في التاريخ، والذي فاز كل من دورة الألعاب الأولمبية وبطولة العالم في العام نفسه. الفريق السويدي لكرة القدم شهد النجاح في نهائيات كأس العالم في الماضي، واحتل المركز الثاني عندما استضافت البطولة في عام 1958، والثالث مرتين، في عامي 1950 و 1994.
ألعاب القوى تمتعت بتصاعد في الشعبية بسبب العديد من الرياضيين الذين نجحوا في السنوات الأخيرة، مثل : كارولينا كلوفت، ستيفان هولم، كريستيان اولسون، باتريك سجوبيرج، يوهان ويزمان، كايسا بيركفيست.
السويد هي أيضا الثامنة أنجح بلد في دورة الألعاب الأولمبية في التاريخ.
في المدارس، وعلى المروج والحدائق، لعبة برينبول، لعبة رياضية مشابهة لعبة البيسبول، هي شائع لعبت من أجل المتعة. الرياضة الترفيهية الأخرى هي لعبة تاريخية كوب، والبولينغ بين الجيل الأكبر سنا.
السويد استضافت الألعاب الأولمبية الصيفية 1912 وكأس العالم في 1958. غيرها من الأحداث الرياضية الكبرى التي عقدت هنا تشمل الاتحاد الأوروبي 1992 الأوروبية لكرة القدم، الفيفا كأس العالم للسيدات 1995، وبطولات عدة للهوكي على الجليد، الشباك، العاب القوى، التزلج، متقوس، التزلج على الجليد والسباحة.